# Yone Minagawa
Yone Minagawa (皆川 ヨ子, Minagawa Yone) (Akaike (Fukuoka), 4 januari 1893 – Fukuchi (Fukuoka), 13 augustus 2007) was een Japanse vrouw van wie wordt aangenomen dat ze vanaf 29 januari 2007 tot aan haar overlijden in augustus van datzelfde jaar de oudste persoon ter wereld was. Ze werd 114 jaar en 221 dagen oud, en was woonachtig in Fukuchi. Ze is de jongste persoon die deze titel verwierf sinds Carrie C. White, een Amerikaanse die op 13 december 1988 naar verluidt - al wordt dit betwist - exact even oud was.

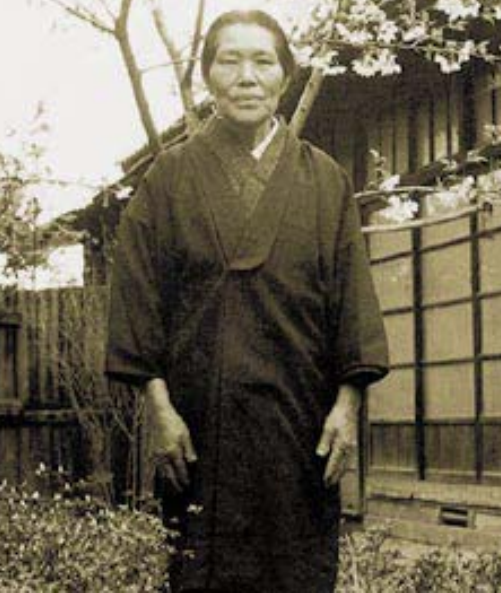
Yone Minagawa op 70-jarige leeftijd

Ze was al de oudste persoon van Japan geworden toen Ura Koyama in april 2005 overleed. Ze werd dit ook van de wereld toen haar voorgangster, de eveneens 114-jarige Emma Tillman uit de Verenigde Staten, op 28 januari 2007 overleed (door het tijdsverschil was het in Japan al 29 januari); Minagawa was toen 114 jaar en 25 dagen oud. Ze neemt de 37e plaats in op de lijst van gevalideerde oudste personen aller tijden.
Nadat eertijds haar echtgenoot was overleden, had ze als verkoopster van bloemen en groenten bij een kolenmijn vijf kinderen grootgebracht. Minagawa, wier kinderen bij haar dood op een na al allemaal waren overleden, had bij haar overlijden zes kleinkinderen, twaalf achterkleinkinderen en twee achterachterkleinkinderen. Ze woonde nog tot op haar 112e op zichzelf in het Momochi-appartementencomplex in Nishijin Sawara-Ku (Fukuoka). In 2005 verhuisde ze naar een speciaal verpleegtehuis in Fukuchi. 